# Estany de la Llosa (Vall de Boí)
L'Estany de la Llosa és un llac que es troba en el terme municipal de la Vall de Boí, a la comarca de l'Alta Ribagorça, i dins la zona perifèrica del Parc Nacional d'Aigüestortes i Estany de Sant Maurici.
El llac, d'origen glacial, està situat a 2.274 metres d'altitud, a peus de la Pala Alta de Capceres de Caldes que davalla des de la Punta de Lequeutre. Drena cap al sud-est, pel Barranc de les Remenegueres.

## Rutes[2]

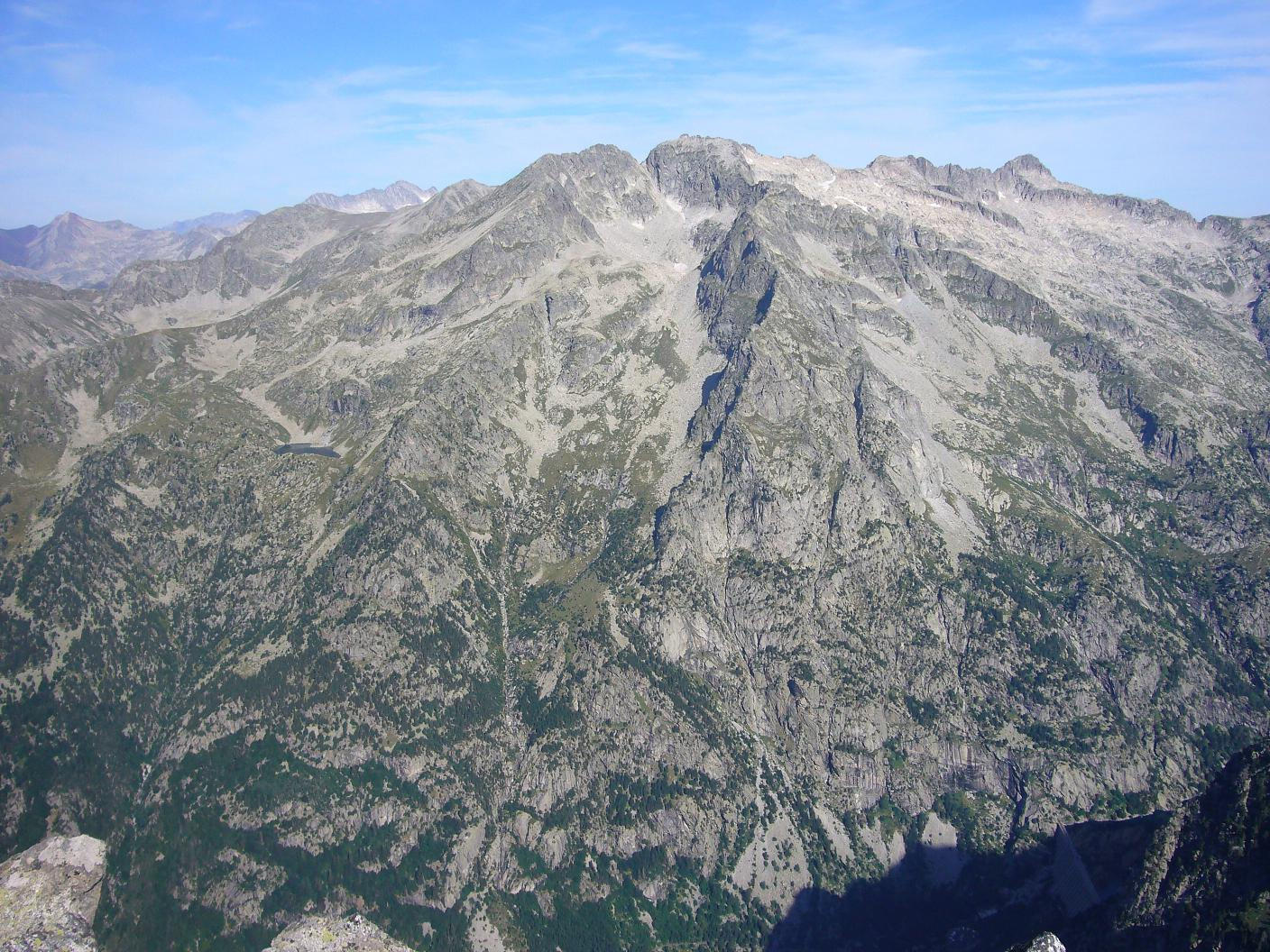
Massís de Besiberri vist des dels Pics de Comaltes. El Barranc de les Remenegueres neix a l'Estany de la Llosa (esquerra de la imatge). (Imatge amb anotacions)

El punt de sortida és Toirigo, just passat el pont de l'entrada al parc per Cavallers. La ruta s'enfila cap a l'oest buscant el Barranc de Llubriqueto, just damunt el salt de la Sallent, i on el camí gira al nord-oest per arribar al Pla de la Cabana. En aquest punt s'obren dues alternatives:
- Enfilar-se primer cap al nord, per virar després cap a ponent per anar a trobar l'Estany Gémena de Baix. Abans d'arribar-hi es va a buscar la carena que es troba a llevant i s'eleva direcció nord, on hi ha la Punta de Lequeutre i la Punta de Passet. Des de la serra es pot baixar a l'Estany de la Llosa, que és a llevant.

- Agafar el camí que, direcció est, voreja el Bony de la Carma pel sud; que gira després cap al nord, per vorejar l'extrem septentrional de la Coma de l'Estapiella; i continua finalment, rumb nord-nord-est, fins a trobar el nostre punt de destí.